# 利特克島
利特克島是俄羅斯的島嶼，屬於法蘭士約瑟夫地群島的一部分，由阿爾漢格爾斯克州負責管轄，位於薩利姆島東南3.5公里，長3公里，面積14平方公里，最高點海拔高度85米。